# Virada por davante
Virar por davante (português europeu) ou Cambada por davante (português brasileiro) ou Bordo, são os termos náuticos empregues quando se efectua a manobra que consiste em fazer passar o vento de um bordo ao outro (de uma amura à outra)  quando se navega contra a direcção do vento.
A navegação contra o vento sendo impossível é necessário bordejar quer dizer navegar em ziguezague par subir ao vento.

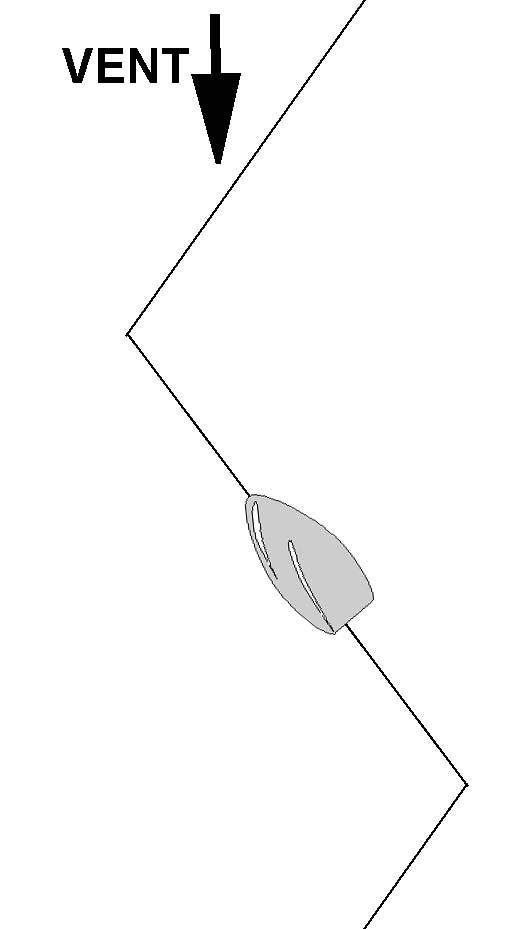
Virar por davante

## Sequência das manobras
Quando o homem do leme (timoneiro) indica "virar por davante", ele acciona sem brusquidão mas firmemente o leme na posição desejada e no momento em que a vela de estai começa a bater, devem-se folgar as escotas do velame. Por essa altura e pela acção do vento, a vela grande passa pelo eixo da embarcação e leva consigo a retranca que nesse movimento pode aleijar alguém. Uma vez as velas no outro bordo começa-se a caçar as escotas para afinar nessa amura.
Esta é uma das passagens de um bordo ao outro. A outra manobra, bem mais delicada do que esta, é o Virar em roda e onde capotar (virar) é muito mais fequente de ocorrer nos veleiros ligeiros.

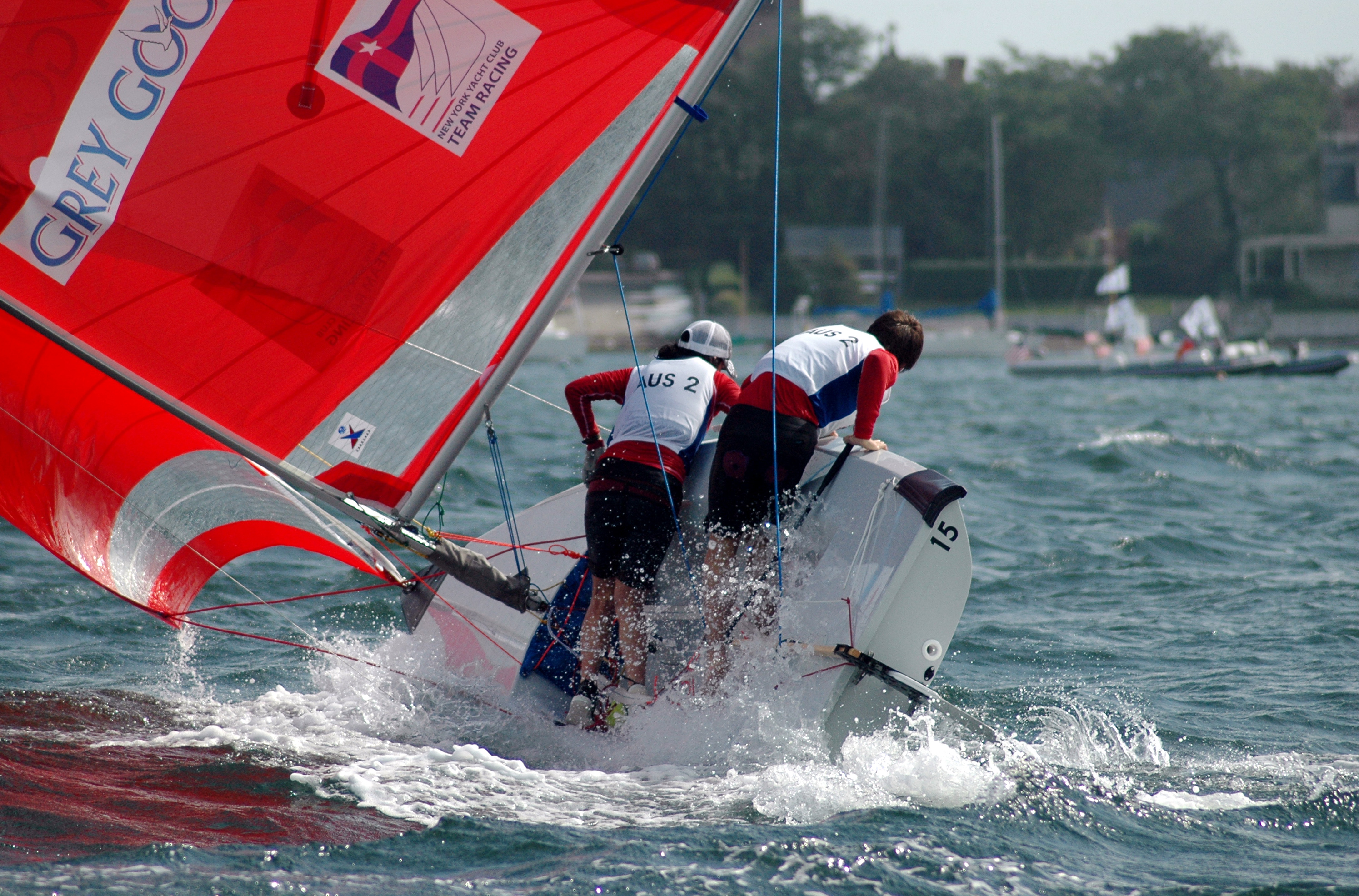
Quase a capotar